# FC Jokerit
Der FC Jokerit ist ein ehemaliger finnischer Fußballverein aus Helsinki. Er bestand von 1999 bis 2004, gewann 1999 den finnischen Pokal und wurde 2000 finnischer Vizemeister.

## Geschichte
Der FC Jokerit entstand 1999, nachdem der Geschäftsmann Hjallis Harkimo die Profiabteilung und die damit verbundene Erstligalizenz des Vereins Pallokerho-35 Helsinki (PK-35) übernommen hatte. PK-35 war 1998 in die höchste Spielklasse Finnlands, die Veikkausliiga, aufgestiegen und hatte dort in der Saison 1998 den 3. Platz belegt. Hjallis Harkimo, der 1991 den Eishockeyklub Jokerit übernommen hatte, nannte den Verein ab 1999 FC Jokerit.
Im ersten Jahr unter diesem Namen belegte die Mannschaft in der Veikkausliiga den 4. Platz und gewann durch einen 2:1-Endspielsieg gegen FF Jaro den finnischen Pokal. Im Intertoto Cup erreichte der FC Jokerit nach Siegen gegen JK Trans Narva und FC Floriana die dritte Runde, wo man gegen West Ham United ausschied. Im Jahr darauf wurde Jokerit in der Liga Zweiter und stand darüber hinaus im Endspiel des Ligapokals, welches gegen den Vaasan PS mit 1:2 verloren wurde. Im UEFA-Pokal scheiterte die Mannschaft in der Qualifikation an MTK Budapest.
In der Qualifikation zum UEFA-Pokal 2001/02 schied der FC Jokerit gegen Arsenal Kiew aus. Die Saison 2001 der Veikkausliiga beendete die Mannschaft auf dem vorletzten Platz. Nach einer Niederlage in der Relegation gegen FF Jaro erfolgte der Abstieg in die zweitklassige Ykkönen. Dort gelang 2002 in der Relegation der direkte Wiederaufstieg in die höchste Spielklasse, wo man in der Saison 2003 den 10. Platz belegte.
Anfang 2004 übernahm Lokalrivale HJK Helsinki den FC Jokerit und machte ihn zu seiner zweiten Mannschaft, die unter dem Namen Klubi-04 zunächst in der drittklassigen Kakkonen an den Start ging.

## Erfolge
- Finnischer Vizemeister: 2000
- Finnischer Pokalsieger: 1999
- Finnischer Ligapokalfinalist: 2000

## Platzierungen
| Saison | Klasse | Liga                  | Platzierung  | Bemerkung                     | Nat. Pokal  | Int. Pokal               |
| ------ | ------ | --------------------- | ------------ | ----------------------------- | ----------- | ------------------------ |
| 1999   | I.     | Veikkausliiga         | 04. Platz/12 | Meisterschaftsrunde, 4. Platz | Pokalsieger | 3. Runde Intertoto Cup   |
| 2000   | I.     | Veikkausliiga         | 02. Platz/12 |                               |             | Qualifikation UEFA-Pokal |
| 2001   | I.     | Veikkausliiga         | 11. Platz/12 | Relegation, Abstieg           |             | Qualifikation UEFA-Pokal |
| 2002   | II.    | Ykkönen, Staffel Nord | 02. Platz/09 | Relegation, Aufstieg          |             |                          |
| 2003   | I.     | Veikkausliiga         | 10. Platz/14 |                               |             |                          |

## Europapokalbilanz
| Saison  | Wettbewerb         | Runde         | Gegner          | Gesamt | Hin     | Rück    |
| ------- | ------------------ | ------------- | --------------- | ------ | ------- | ------- |
| 1999    | UEFA Intertoto Cup | 1. Runde      | JK Trans Narva  | 7:1    | 3:0 (H) | 4:1 (A) |
| 1999    | UEFA Intertoto Cup | 2. Runde      | FC Floriana     | 3:2    | 2:1 (H) | 1:1 (A) |
| 1999    | UEFA Intertoto Cup | 3. Runde      | West Ham United | 1:2    | 0:1 (A) | 1:1 (H) |
| 2000/01 | UEFA-Pokal         | Qualifikation | MTK Budapest FC | 2:5    | 0:1 (A) | 2:4 (H) |
| 2001/02 | UEFA-Pokal         | Qualifikation | Arsenal Kiew    | 0:4    | 0:2 (A) | 0:2 (H) |

Gesamtbilanz: 10 Spiele, 3 Siege, 2 Unentschieden, 5 Niederlagen, 13:14 Tore (Tordifferenz −1)

## Trainer
- 1999–2000:  Pasi Rautiainen
- 2001–2001:  Jan Everse junior
- 2001–2002:  Ville Lyytikäinen
- 2003–2003:  Pasi Rautiainen

## Bekannte Spieler
| - Argo Arbeiter (* 1973), 2000 im Verein - Alexei Eremenko (* 1983), 2001 im Verein - Miloslav Kufa (* 1971), 2000 im Verein - Shefki Kuqi (* 1976), 2000 im Verein - Timo Marjamaa (* 1976), 2000 bis 2001 im Verein | - Niklas Tarvajärvi (* 1983), 2001 bis 2004 im Verein - Mika Väyrynen (* 1981), 2001 im Verein - Ville Wallén (* 1976), 2002 als Leihgabe von HJK Helsinki im Verein - David Zoubek (* 1974), 2003 im Verein |